# Kjersti Toppe
Kjersti Toppe (født 20. oktober 1967 i Bergen) er en norsk politiker og læge fra Senterpartiet.
Hun har været valgt til Stortinget  fra Hordaland siden 2009. Ved stortingsvalget 2017 var hun Senterpartiets første kandidat i Hordaland. Hun har studiekompetence fra Åsane gymnas fra 1986 og en medicinsk grad fra Universitetet i Bergen fra 1992. Toppe var kommunal læge i Bremanger fra 1996 til 1997 og kommunal læge II i Bergen fra 1999 til 2000.